# Colli Berici Chardonnay
Il Colli Berici Chardonnay è un vino DOC la cui produzione è consentita nella provincia di Vicenza.

## Caratteristiche organolettiche
- colore: giallo paglierino con riflessi verdognoli.
- odore: delicato, caratteristico, fine, gradevole.
- sapore: secco, armonico, liscio, caratteristico.

## Abbinamenti consigliati
Dolci secchi e antipasti leggeri.

## Produzione
Provincia, stagione, volume in ettolitri
- Vicenza  (1993/94)  495,99
- Vicenza  (1994/95)  1671,85
- Vicenza  (1995/96)  2153,46
- Vicenza  (1996/97)  3260,31